# Aspidistra dodecandra
Aspidistra dodecandra är en sparrisväxtart som först beskrevs av François Gagnepain, och fick sitt nu gällande namn av Tillich. Aspidistra dodecandra ingår i släktet Aspidistra och familjen sparrisväxter. Inga underarter finns listade i Catalogue of Life.